# Zofia Czerny
Zofia Czerny też jako: Zofia Czerny-Biernatowa (ur. 1894 we Lwowie, zm. 15 października 1964 w Warszawie) – polska inżynier, autorka książek kucharskich.

## Życiorys
Córka Bronisława Jana i Wandy z d. Lisowskiej. Po ukończeniu gimnazjum prowadziła zajęcia dla dziewcząt w szkole gospodarstwa domowego. W 1919, po ukończeniu studiów w Paryżu przyjechała do Krakowa, gdzie przez 14 lat pracowała w seminarium dla nauczycielek gospodarstwa domowego. W czasie pracy w szkole była redaktorką pisma Informator. W 1933 rozpoczęła pracę w Seminarium Gospodarstwa Domowego w Warszawie. W tym czasie opracowywała podręczniki z zakresu żywienia domowego (Żywienie zbiorowe i kolonie wakacyjne dla młodzieży). Wspólnie z Aleksandrem Szczygłem w 1937 wydała pracę W sprawie akcji dożywiania bezrobotnych.
W czasie wojny uratowała z warszawskiego getta swoją uczennicę Cecylię Bitter, wraz z synem.
Po zakończeniu wojny powróciła do Warszawy i podjęła pracę nauczycielki w Szkole Gospodarczej, a następnie przeszła do Ministerstwa Aprowizacji, gdzie pracowała jako doradca d.s. wyżywienia ludności. Stamtąd została skierowana do Departamentu Żywienia Zbiorowego w Ministerstwie Handlu Wewnętrznego. Była pierwszą redaktorką czasopisma Żywienie Człowieka, które później zmieniło nazwę na Żywienie Zbiorowe, a następnie na Przegląd Gastronomiczny. W 1959 przeszła na emeryturę.
Była autorką ponad 40 publikacji z zakresu żywienia zbiorowego. Jedną z najcenniejszych publikacji w jej dorobku była wydana po raz pierwszy w 1954 Książka kucharska, która została przetłumaczona na język angielski i czeski.
Zmarła 15 października 1964 w Warszawie. W 1987 została uhonorowana pośmiertnie medalem Sprawiedliwy wśród Narodów Świata.
Była mężatką, miała córkę Marię.

## Wybrane publikacje
- 1932: Higjena odżywiania (wspólnie z Marią Strasburger)
- 1936: Przyrządzanie potraw
- 1937: W sprawie akcji dożywiania bezrobotnych (wspólnie z Aleksandrem Szczygłem)
- 1939: Jak żywię moją rodzinę (wspólnie z Marią Strasburger)
- 1948: Żywienie rodziny. Wiadomości ogólne. Przepisy potraw (wspólnie z Marią Strasburger)
- 1949: Zasady żywienia. Teoria przyrządzania potraw (wspólnie z Marią Strasburger)
- 1954: Książka kucharska